# Зиёев, Мирзо Ахмадович
Мирзо Ахмадович Зиёев (тадж. Мирзо Аҳмадович Зиёев; 15 сентября 1960, кишлак Ходжаи Хилоз, Пянджский район, Курган-Тюбинская область, Таджикская ССР, СССР — 11 июля 2009, Тавильдаринский район, Таджикистан) — таджикский государственный деятель. Командующий силами Объединённой таджикской оппозиции (1992—1997). Министр Республики Таджикистан по чрезвычайным ситуациям и гражданской обороне (1999—2006). Генерал-лейтенант. Убит в ходе спецоперации правительственных сил в Тавильдаринском районе.

## Биография
Мирзо Зиёев родился 15 сентября 1960 года в кишлаке Ходжаи Хилоз в Пянджском районе Курган-Тюбинской области Таджикской ССР. После окончания средней школы с 1978 по 1980 годы, проходил срочную службу в армии в городе Калининграде. Учился в Душанбинском индустриальном техникуме, получив специальность техника-топографа. После техникума Мирзо Зиёев устроился на работу топографом в Пянджском районе, где проработал до 1992 года. 
С началом кризиса власти в Таджикистане, в 1992 году, Зиёев сформировав свой отряд, ушел на территорию Афганистана. Был командующим силами Объединённой таджикской оппозиции во время Гражданской войны в Таджикистане. Его собственный отряд держал под контролем Тавильдаринский район, в этот период времени в районе были установлены законы шариата. В ноябре 1998 года Мирзо Зиёев помогал правительственным силам подавить мятеж полковника Махмуда Худайбердыева. 
По соглашению «Об установлении мира и национального согласия в Таджикистане», оппозиция получила 30% мест в новом правительстве республики и Мирзо Зиёев в 1999 году возглавил МЧС. В декабре 2005 года Зиёеву было присвоено звание генерал-лейтенант. Но через год 30 ноября 2006 года, он был уволен с должности министра. После увольнения Зиёев поселился в Тавильдаринском районе. 
11 июля 2009 года было сообщено о том, что Мирзо Зиёев был убит в ходе спецоперации силовых структур Таджикистана. По официальной информации, Зиёев состоял в преступной группировке, которая планировала захват административных зданий в Тавильдаринском районе. С целью предотвращения этих действий, была начата спецоперация по ликвидации боевиков, Зиёев пошёл на сотрудничество с властями, но, после того, как он сдался силовым структурам, был убит во время боестолкновения своими сторонниками.
Мирзо Зиёева похоронили на следующий день — 12 июля в Тавильдаре.